# メン オブ ヴァラー
『メン オブ ヴァラー』（Men of Valor）は、ベトナム戦争を舞台としたFPS。2015, Inc.が開発し、2004年に、PCのWindowsにて発売された後、ヴィヴェンディ・ユニバーサルゲームズからXboxでも発売された（日本未発売）。
1965年から1968年のベトナム戦争が舞台。プレイヤーは、アメリカ海兵隊の第3海兵師団所属の主人公ディーン・シェパードとなり、新人兵士である彼のベトナム戦争での成長を通して、彼の部隊と共にダナン、アイアン・トライアングル、ケサンの戦い、テト攻勢の4つのステージから、チュー・ラーイの海岸平野やフエの古都などの、16のミッションを攻略していく。

## 登場人物
ディーン・シェパード（ Dean Shephard ）
(声：フィル・ラマール)
本編の主人公。オクラホマ州ブロークン・アロー出身のアフリカ系アメリカ人。父親は補給係陸曹として太平洋戦争に従軍。高校卒業後、アメリカ海兵隊に入隊し、第3海兵師団に所属。1965年にベトナムに送り込まれた新人兵士で、1968年まで、テト攻勢などに参加。彼には家族がおり、ベトナムに送られても家族の写真を持っているほか、故郷からの家族の手紙も送られている。

## 登場する主な武器
（アメリカ軍）
- M14
- M16
- M1911
- M79
- M60
- 発煙弾
- M18クレイモア

（北ベトナム軍及びベトコン）
- AK-47
- 56式自動歩槍
- PPSh-41
- SKSカービン
- TT-33
- RPD